# Santa María en Ara Coeli (título cardenalicio)
Santa María en Ara Coeli es un título cardenalicio de la Iglesia Católica. Es conocido también como Santa María en el Capitolio. Fue instituido por el papa León X en 1517 cuando aumentó significativamente el número de cardenales en el consistorio del 1 de julio. El 17 de abril de 1527 fue suprimido por el papa Clemente VII al publicar el breve apostólico Cum olim felicis recordationis. En 1544 fue recuperado provisionalmente por el papa Pablo III y, finalmente, el papa Julio III lo recuperó definitivamente el 4 de diciembre de 1551.

## Titulares
- Cristoforo Numai, O.F.M. (10 de julio de 1517 - 23 de marzo de 1528)
- Titolo soppresso (1527 - 1544)
- Francisco Mendoza Bobadilla (4 de diciembre de 1545 - 28 de febrero de 1550)
- Giovanni Michele Saraceni (4 de diciembre de 1551 - 24 de marzo de 1557)
- Clemente d'Olera (o Dolera), O.F.M. (24 de marzo de 1557 - 6 de enero de 1568)
- Alessandro Crivelli (o Cribelli) (20 de noviembre de 1570 - 22 de diciembre de 1574)
- Alessandro Riario (3 de marzo de 1578 - 18 de julio de 1585)
- Giovanni Battista Castrucci (15 de enero de 1586 - 14 de febrero de 1592)
- Francesco Maria Bourbon del Monte (14 de febrero de 1592 - 24 de enero de 1611)
- Agostino Galamini, O.P. (14 de noviembre de 1612 - 6 de septiembre de 1639)
- Ascanio Filomarino (10 de febrero de 1642 - 3 de noviembre de 1666)
- Carlo Roberti (18 de julio de 1667 - 14 de febrero de 1673)
- Giacomo Franzoni (27 de febrero de 1673 - 30 de abril de 1685)
- Giacomo de Angelis (30 de septiembre de 1686 - 15 de septiembre de 1695)
- Giovanni Francesco Negroni (2 de enero de 1696 - 1 de enero de 1713)
- Giovanni Battista Bussi (30 de noviembre de 1713 - 23 de diciembre de 1726)
- Lorenzo Cozza, O.F.M. (20 de enero de 1727 - 19 de enero de 1729)
- Alamanno Salviati (24 de julio de 1730 - 24 de febrero de 1733)
- Marcello Passari (2 de octubre de 1733 - 25 de septiembre de 1741)
- Carlo Leopoldo Calcagnini (23 de septiembre de 1743 - 27 de agosto de 1746)
- Carlo Rezzonico (15 de mayo de 1747 - 17 de febrero de 1755) Fue papa Clemente XIII
- Luigi Mattei (5 de abril de 1756 - 30 de enero de 1758)
- Juan Teodoro de Baviera (12 de febrero de 1759 - 13 de julio de 1761)
- Baldassare Cenci (25 de enero de 1762 - 2 de marzo de 1763)
- Niccolò Oddi, S.J. (1 de diciembre de 1766 - 25 de mayo de 1767)
- Vitaliano Borromeo (19 de diciembre de 1768 - 15 de diciembre de 1783)
- Innocenzo Conti (15 de diciembre de 1783 - 15 de noviembre de 1785)
- Alessandro Mattei (3 de abril de 1786 - 2 de abril de 1800)
- Francesco Maria Locatelli (28 de marzo de 1803 - 13 de febrero de 1811)
- Vacante (1811 - 1816)
- Giovanni Battista Quarantotti (23 de septiembre de 1816 - 15 de septiembre de 1820)
- Fabrizio Turriozzi (16 de mayo de 1823 - 9 de noviembre de 1826)
- Giacomo Filippo Fransoni (23 de junio de 1828 - 20 de abril de 1856)
- Francesco Gaude, O.P. (20 de diciembre de 1855 - 21 de diciembre de 1857)
- Giuseppe Milesi Pironi Ferretti (18 de marzo de 1858 - 21 de marzo de 1870)
- Vacante (1870 - 1874)
- Maximilian Joseph von Tarnóczy (4 de mayo de 1874 - 4 de abril de 1876)
- Mieczysław Halka Ledóchowski (7 de abril de 1876 - 30 de noviembre de 1896)
- Francesco Satolli (3 de diciembre de 1896 - 22 de junio de 1903)
- Beniamino Cavicchioni (25 de junio de 1903 - 17 de abril de 1911)
- Diomede Falconio, O.F.M.Ref. (30 de noviembre de 1911 - 25 de mayo de 1914 )
- Basilio Pompilj (28 de mayo de 1914 - 22 de marzo de 1917)
- Filippo Camassei (18 de diciembre de 1919 - 18 de enero de 1921)
- Juan Benlloch y Vivó (16 de junio de 1921 - 14 de febrero de 1926)
- Jozef-Ernest van Roey (23 de junio de 1927 - 6 de agosto de 1961)
- Juan Landázuri Ricketts, O.F.M. (22 de marzo de 1962 - 16 de enero de 1997)
- Salvatore De Giorgi, (21 de febrero de 1998)